# 鹿島市立東部中学校
鹿島市立東部中学校（かしましりつ とうぶちゅうがっこう）は佐賀県鹿島市浜町甲にある市立中学校。

## 概要
歴史
1960年（昭和35年）に鹿島市東部の中学校3校（古枝・浜・七浦）を統合して開校。2020年（令和2年）に創立60周年を迎える。
校章
1961年（昭和36年）制定。中の文字を背景にしている。
校歌
1964年（昭和39年）制定。作詞は橋本野酔、作曲は陶山聰による。歌詞は3番まであり、各番に校名の「東部中学校」が登場する。
通学区域
以下の小学校3校の通学区域
- 鹿島市立古枝小学校
- 鹿島市立浜小学校
- 鹿島市立七浦小学校

## 沿革
前史
- 1947年（昭和22年）4月1日 - 学制改革（六・三制の実施）が行われ、新制中学校が発足。
  - 古枝村立古枝中学校（古枝小学校に併設）
  - 浜町立浜中学校（浜小学校に併設）
  - 七浦村立七浦中学校（七浦小学校に併設）
- 1954年（昭和29年）4月1日 - 町村合併により鹿島市が発足したため、校名を以下のように改称。
  - 鹿島市立古枝中学校
  - 鹿島市立浜中学校
- 1955年（昭和30年）3月1日 - 七浦村の一部が鹿島市に編入されたため、校名を以下のように改称。
  - 鹿島市立七浦中学校

本史
- 1960年（昭和35年）4月1日 - 古枝・浜・七浦の鹿島市東部の3中学校を統合の上、「鹿島市立東部中学校」（現校名）を新設。
  - 校舎がすべて完成するまでの間、旧3中学校の校舎の使用を継続。
- 1961年（昭和36年）4月 - 校章を制定。
- 1962年（昭和37年）
  - 4月 - 統合新校舎（第1期工事）が完成。古枝校舎の生徒を浜校舎に収容。
  - 6月 - 東部中学校育友会を創立。
- 1963年（昭和38年）9月 - 運動場が完成。
- 1964年（昭和39年）
  - 1月 - 校歌を制定。
  - 8月 - 新校舎（第2期工事）が完成。学校園を新設。
- 1965年（昭和40年）
  - 4月 - 浜・七浦両校舎を完全に統合。
  - 5月 - 完全統合により、新生東部中学校育友会が発足。
- 1967年（昭和42年）
  - 7月 - 体育館が完成。
  - 10月 - 技術室が完成。
- 1968年（昭和43年）4月 - 生活の4大目標を設定。
- 1970年（昭和45年）9月 - 運動場を拡張。
- 1973年（昭和48年）8月 - プールが完成。
- 1974年（昭和49年）11月 - 武道場が完成。
- 1978年（昭和53年）3月 - 特別教室、管理棟が完成。
- 1987年（昭和62年）9月	- 校舎（1棟目）改築を完了。
- 1989年（平成元年）1月 - 合服を制定。 	 	11	学校安全優秀校として文部大臣表彰
- 1991年（平成3年）12月 - CAI教室が完成。
- 1993年（平成5年）3月 - 体育館を全面改修。
- 1994年（平成6年）4月 - テニスコートが完成。
- 1995年（平成7年）12月 - コスモスを校花に制定。
- 1997年（平成9年）10月 - 高興郡・鹿島市友好結縁定期交流を実施。
- 1999年（平成11年）
  - 7月 - 管理棟の改修工事を完了。
  - 8月 - 軟式野球部、全日本軟式野球大会で優勝。
- 2001年（平成13年）2月 - 新入生1日体験入学を開始。
- 2010年（平成22年）3月	- プール改修工事を完了し、50mから25mに縮小。
- 2013年（平成25年）
  - 8月 - 管理棟改築、仮設校舎が完成。
  - 12月 - 中棟と南棟の解体を完了。
- 2014年（平成26年）12月 - 新校舎（教室棟・技術棟・屋外便所棟）が完成。新東門を設置。
- 2015年（平成27年）1月 - 仮設校舎を解体。

## 交通
最寄りの鉄道駅
- JR九州 長崎本線「肥前浜駅」

最寄りのバス停留所
- 祐徳バス「大村方」バス停

最寄りの幹線道路
- 佐賀県道283号古枝肥前浜停車場線
- 国道207号（鹿島バイパス）・祐徳大橋

## 周辺
- 野畠公民館
- 共生保育園
- 鹿島市立給食センター
- 泰智寺
- 浜川